# مفضل سيف الدين
مفضل سيف الدين، سلطان البهرة، والدّاعي المُطلق الثالث والخمسون من سلسلة الدّعاة المطلقين الفاطميين، والابن الثاني لسلطان البهرة الرّاحل الدّكتور محمد برهان الدين.

## ولادته وحياته
وُلد السلطان مفضل سيف الدين في مدينة سورت الواقعة في الضفة الغربية في الهند يوم الثلاثاء 23 رمضان 1365 هجري الموافق 20 أغسطس 1946 ميلادي.
ينتمي إلى أسرة توارثت زعامة طائفة البهرة منذ مدّة طويلة، وهي أسرة اعتنقت الإسلام منذ انتشاره في شبه القارة الهندية. تولّى تربيته وتعليمه والده الرّاحل محمد برهان الدين، منذُ أن كان صغير السن، واستمرّ يُرافق والده ويُلازمه طيلة حياته. زوّجه والده في ريعان شبابه، وله خمسة أولاد ثلاثة من الذكور أولهم الأمير جعفر الصادق ثم طه ثم حسين واثنتان من الإناث.

## توليه منصب زعامة الطائفة
حسب ما يعتقده أبناء طائفة البهرة وتنص على ذلك كتبهم أنه لا يتولى زعامتهم سلطان جديد إلا بنص وتوقيف وتعيين له من السلطان الراحل ، وسلطان البهرة الحالي مفضل سيف الدين هو الابن الثاني لوالده محمد برهان الدين، وقد عينه والده خلفا له (ولي عهد) قبل وفاته بسنتين عام 1432/2011 في مدينة مومباي أمام مئات الآلاف من أبناء الطائفة.

## مشروع القرض الحسن
تبعاً لخطوات والده محمد برهان الدين واقتفاء لآثاره وتنمية لمشروعاته الاقتصادية والتجارية جدّد مفضل سيف الدين دعوته في أبناء طائفته إلى الانسلاخ الكلي من الربا المحرم في شريعة الإسلام ومن تعاطيه في المعاملات التجارية والاقتصادية،
وقد كان والده أسس مشروعا للقرض الحسن سماه بـ«المشروع البرهاني للقرض الحسن» ، فهو يعتقد بأن الناس في هذا العصر الحديث وتحت مظلة الاقتصاد العالمي المؤسس على الربا لا يستطيعون الإفلات منه والخروج من وبائه إلا بمشروع تمويلي إسلامي يضمن لهم استمرار التطور والتقدم ومواكبة العالم التجاري والاقتصادي الحديث، وقد ساقه ذلك إلى إنشاء مثل هذا المشروع للقرض الحسن، ما يميز هذا المشروع - حسب ما يذكره المدراء والناشطون في إدارته – هو أوامر السلطان الصارمة وقراراته لنفي الربا وعدم استعماله إطلاقا في عملية القرض والإستقراض، حيث وإن المستفيدين من هذا المشروع من أبناء الطائفة – وحسبما تحكيه شروطه اللازمة – يتم تسهيل عملية الإستقراض لهم ولا يلزمهم أي عوض لذلك أو مقابل سوى الرهن، وعند تمامية المدة المحددة يسددون المبلغ المقروض فقط وبلا زيادة وربا، ويتسلمون رهنهم في سهولة وبساطة.
وقد قام مفضل سيف الدين بالتبرع فيه على نية والده السلطان وتخليداً لذكراه بمبلغ كبير  ، وذلك في حفل أقامه بمناسبة مولد والده السلطان الراحل (الميلاد الثالث والمائة) في مدينة مومباي بالهند،
وحسبما تشير إليه المعطيات التأريخية الراحل محمد برهان الدين – إنه من أكبر عائدات هذا المشروع ومنافعه هو الانسلاخ الكلي لطائفة البهرة قاطبة من معاملات الربا وتعاطيه، وتطورهم في مجال التجارة والصناعة والاقتصاد، إلى جانب الانخفاض في معدل البطالة ومستوى الفقر لديهم، وهو ما يشاهَد اليومَ فيهم ويُرى منهم، فلا يوجد من أبناء طائفة البهرة اليوم من يمد يده يطلب صدقة الناس ويستجديهم،
ومن الجدير بالذكر أنه بعد تولي مفضل سيف الدين زمام الأمور في قيادة الطائفة بأمر والده وذلك في الآونة الأخيرة من حياته حسّن معيشة أبناء الطائفة – بفضل هذا المشروع – إلى حد صاروا يتبرعون فيه حسب إمكانياتهم المادية وقدراتهم، – كما هي قوانين هذا المشروع وشروطه – قرضا حسنا دون ربا.

## انجازاته في حياة والده
من أهم وأشهر الانجازات التي قام بها في حيوة والده

### حفظ القران الكريم
إنشاء نهضة لحفظ القرآن على مستوى الطائفة التي اغلبيتها أناس لا يتكلمون العربية ولا يجيدون فهمها أمر صعب، ولكن ذلك يعود إلى والده محمد برهان الدين الذي إنشاء معهدا ضمن الجامعة السيفية سنة 1396 وسماه بـ «معهد الزهراء»، يعني بتحفيظ القرآن وتدريس علومه، وهو معهد نسيج وحده في بناياته وفنون عماراته،
	ألقى والده مسؤولية هذه النهضة ومهمتها على عاتق نجله مفضل سيف الدين، وهي مهمة تلقاها بمسؤولية، أدت إلى سنة 1438 حول ألفين (2000) من حفاظ القرآن، وما زال يسير ويتقدم بها.

### فيض الموائد البرهانية (إطعام مليون نسمة يوميا)
هذا هو الاسم الذي أطلق على نظام توزيع الطعام يوميا في أبناء الطائفة في جميع أنحاء العالم، وهي مهمة كانت شبه مستحيلة، وقد وصفتها بعض وسائل الاعلام مهمة عجزت عنها الجهات السياسية وحققتها طائفة البهرة،
	كانت من كبرى أماني والده محمد برهان الدين أن لا يبقى فرد واحد في يوم من الأيام ينام وهو جائع، وتحقيقها وانجازها ليس بالسهل، إذ عدد أفراد الطائفة اليوم يتجاوز المليون نسمة، ولكن لم تمر على ولده بضع شهور حتى أنجزها في حيوة والده،
	اليوم يستفيد جميع أبناء الطائفة من هذه الموائد على اختلافهم، قد لا يوجد منهم من ينام ليله ولم يسد جوعه،
ونظام الموائد هذا – يتم فيه طبخ الطعام يوميا في مطابخ كبيرة تتواجد في كل منطقة أو قرية يقطنها أبناء الطائفة، تحت عناية منه لا سيما فيما يتعلق بالناحية الصحية وامور النظافة في عملية الطبخ والتوزيع، ثم يتم وضع الطعام في علب ويوزع إلى بيوت أبناء الطائفة، - وصفته بعض وسائل الاعلام بأنه عمل مثالي للتأمين الغذائي، عائدات نظام الموائد هذا لم تتوقف عند التأمين الغذائي فحسب، بل وفر الوقت الكافي لنساء الطائفة الذي كان يصرف في الطبخ، مما أدى ذلك إلى إنشاء مصانع منزلية تهتم بالخياطة والحياكة، أو التفرغ لمزيد من التعلم وحفظ القرآن،

### قلع شجرة القات وتنمية الزراعة في اليمن
ينتمي أبناء طائفة البهرة في اليمن إلى جبال شرقي حراز، الغنية بالمدرجات الزراعية والاراضي الخصبة لولا شجرة القات التي غزتها وسلبتها خصوبتها، هذه الشجرة التي حاولت الحكومة اليمنية منذ سنين محاربتها، لكن حب اليمنيين لها - رغم ضررها وخطورتها - حال بين ذلك،
منذ أول زيارة لمحمد برهان الدين سنة 1381/1961 إلى اليمن وهو ينصح أبناء طائفته ويأمرهم بقلع هذه الشجرة، ويمدهم بالمساعدات المالية لتسهيل ذلك، مما ادى إلى اقتلاع الاف الاشجار منها في أراضي حراز، وهذه مهمة صعبة أيضا – لا سيما في الاونة الاخيرة – على نجله مفضل سيف الدين،
ففي عام 1434/2013 ارسل مئات من أبناء الطائفة من الهند والبلدان الخليجية والغربية إلى اليمن لمساعدة أبناء الطائفة في اليمن وامدادهم للتخلص من هذه الشجرة الخطيرة، وهي خطوة استجاب الكثير من أبناء الطائفة لها واقتلعوا عما لا يقل عن مائة الف شجرة قات خلال ثلاثة أشهر فقط،

## - تكريمه
| العام والتاريخ | الدولة           | الجائزة/التكريم |
| -------------- | ---------------- | --- |
| 26 يوليو 2014  | الولايات المتحدة | شهادة تقدير في، تامبا ، فلوريدا |
| 9 مارس 2015    | الولايات المتحدة | شهادة تقدير - أونتاريو، كاليفورنيا |
| 12 مارس 2014   | الولايات المتحدة | شهادة اعتراف الكونجرس الخاص - مجل س النواب الأمريكي. |
| 3 مارس 2015    | الولايات المتحدة | قرار الهيئة التشريعية لولاية كاليفورنيا |
| 6 مارس 2015    | الولايات المتحدة | شهادة تقدير - مدينة بيكرسفيلد |
| 7 مارس 2015    | الولايات المتحدة | مجلس النواب الأمريكي شهادة اعتراف. |
| 13 مارس 2015   | الولايات المتحدة | شهادة تقدير - لوس انجليس |
| اوكتوبر 2015   | الولايات المتحدة | مفتاح مدينة هيوستن - عمدة هيوستن, أنيس باركر. |
| 16 يناير 2022  | الولايات المتحدة | مفتاح مدينة تامبا - عمدة مدينة تامبا, جان كاستر. |
| 9 سبتمبر 2015  | باكستان          | محافظ ولاية السند عشرت العباد يقدم شهادة الدكتوراه في الآداب ("DLitt "Doctor of Letters) جامعة كراتشي الاعزازية له في مقره في كراتشي. |
| 2015 & 2018    | الهند            | تم انتخابه كرئيس لجامعة عليغر الاسلامية جامعة عليكرة الإسلامية في 11 أبريل 2015. ثم اعيد انتخابه رئيسا لها في 2 ديسمبر 2018. |
| 2014 to 2020   | الاردن           | تم اختيار مفضل سيف الدين كواحد من خمسمائة شخصية مسلمة الأكثر تأثيرا في الأعوام التالية: 2014, 2015, 2016, 2017, 2018, 2019 & 2020. |
| 23 يوليو 2014  | مدغشقر           | تم تكريم مفضل سيف الدين بـ "وسام مدغشقرالوطني". |
| 18 اغسطس 2014  | مصر              | رئيس جمهورية مصر العربية، عبد الفتاح السيسي يستقبل مفضل سيف الدين في أول زيارة له إلى مصر بعد توليه منصب زعامة جماعة البهرة. تبرع مفضل سيف الدين بعشرة ملايين جنيه في صندوق تحيا مصر. |
| 2015           | الهند            | حصل على "جائزة السلام العالمي" لعام 2015 تقديراً لمساهمته في تعزيز حقوق الإنسان والعدالة الاجتماعية. كما حصل على رعاية عالمية مدى الحياة من مجلس عموم الهند لحقوق الإنسان والحريات والعدالة الاجتماعية (AICHLS). قدمها له جوغيندر سينق بهدوريا، الأمين العام لجميع قنصليات حقوق الإنسان في الهند مُشيدًا بجهوده في إنشاء مشروع توزيع الغذاء وتأمنيه في جميع أنحاء العالم (فيض الموائد البرهانية) ومساعيه في رفع مستوى الآف من العوائل اجتماعيًا وتعزيز دور المرأة الاجتماعي والاقتصادي. |
| 28 فبراير 2016 | الهند            | اطاق ملصق "أنقذ البنت وعلِّم البنت" تحت موضوع "Mai Tulsi Tere Angan Ki" خلال تواجده في المركز الثقافي الإسلامي بنيودلهي في 28 فبرابر 2016 وفي الجامعة السيفية في 4 مايو 2016. |
| 29 اغسطس 2015  | تنزانيا          | أثناء زيارته لمدينة موشي, تنزانيا, قام عمدة مدينة موشي جافري آر مايكل بتقديم "مفتاح موشي - أرض الكيلمانجارو" مفضل سيف الدين تكريما واعزازا له في 29 اغسطس 2015. |
| اغسطس 2015     | مصر              | بدعوة من حكومة مصر، شارك مفضل سيف الدين في حفل افتتاح قناة السويس الجديدة. |
| 20 أبريل 2017  | كينيا            | تم تكريمه بـ "وسام القلب الذهبي" من الدرجة الثانية من قبل الرئيس أوهورو كينياتا بمناسبة افتتاح الحرم الجامعي لـ الجامعة السيفية في نيروبي. |
| 30 سبتمبر 2017 | باكستان          | تم تكريمه بـ "مفتاح كراتشي" من قبل عمدة مدينة كراتشي وسيم اخطر. |
| 30 أبريل 2018  | سنغافورة         | تم تسمية نوع جديد من زهرة الأوركيد باسم مفضل سيف الدين Dendrobium HH Dr. Syedna Mufaddal Saifuddin. |
| 13 يناير 2019  | سريلانكا         | تم تكريمه بـ "مفتاح مدينة كولمبو" من قبل عمدة كولمبو، روزي سيناناياكا بتاريخ 13 يناير 2019 |
| 12 ديسمبر 2022 | كينيا            | تم تكريمه بـ Chief of the Order of the Golden Heart ‏ (CGH) (وسام القلب الذهبي - من الدرجة الاولى) من قبل الرئيس ويليام روتو.' |
| 7 اغسطس 2023   | مصر              | تم تكريمه بـ الوسام الوطني "وشاح النيل" قلادة النيل العظمى من قبل الرئيس المصري عبد الفتاح السيسي. |

- قيام جامعة كراتشي الباكستانية بحضور المُحافظ لإقليم السند ورئيس الجامعات الخاصة بالإقليم د. عشرت العباد بمنحه شهادة الدكتوراه في الآداب [48] ("DLitt "Doctor of Letters) بتأريخ 08 سبتمبر 2015 الموافق 25 ذو القعدة الحرام 1436 هجرية تقديرًا لجهوده في العمل على توثيق الروابط الكريمة بين المسلمين.
- قامت الهند بإهدائه جائزة السلام العالمية Global Peace Award) بيوم عيد الأضحى 1436 هجرية الموافق 23 سبتمبر 2015م في ممبي اعترافًا بمساعيه، قدمها له جوقيندر سينق بهدوريا، الأمين العام لجميع قنصليات حقوق الإنسان في الهند [49] مُشيدًا بجهوده في إنشاء مشروع توزيع الغذاء وتأمنيه في جميع أنحاء العالم (فيض الموائد البرهانية) ومساعيه في ورفع مستوى الآف من العوائل اجتماعيًا وتعزيز دور المرأة الاجتماعي والاقتصادي.

## طالع أيضًا
- محمد برهان الدين